# Вижницкий район
Ви́жницкий райо́н (укр. Вижницький район) — административная единица Черновицкой области Украины.
Административный центр — город Вижница.

## География
Занимает западную часть области.

## История
Район образован в 1940 году в УССР.
17 июля 2020 года в результате административно-территориальной реформы район был укрупнён, в его состав вошли территории:
- Вижницкого района,
- Путильского района,
- Брусницкого, Верхнестановецкого и Нижнестановецкого сельских советов Кицманского района.

## Население
Численность населения района в укрупнённых границах — 91,0 тыс. человек.
Численность населения района в границах до 17 июля 2020 года по состоянию на 1 января 2020 года — 55 095 человек, из них городского населения — 16 874 человека, сельского — 38 221 человек.
По данным всеукраинской переписи населения 2001 года в населении района (в старых границах до 2020 года) присутствовали следующие этнические группы:
- украинцы — 98,2 %
- русские — 1,1 %
- румыны — 0,3 %[7].

## Административное устройство
Район в укрупнённых границах с 17 июля 2020 года делится на 9 территориальных общин (громад), в том числе 2 городские, 2 поселковые и 5 сельских общин (в скобках — их административные центры):
- Городские:
  - Вижницкая городская община (город Вижница),
  - Вашковецкая городская община (город Вашковцы);
- Поселковые:
  - Берегометская поселковая община (посёлок Берегомет),
  - Путильская поселковая община (посёлок Путила),
- Сельские:
  - Баниловская сельская община (село Банилов),
  - Брусницкая сельская община (село Брусница),
  - Конятинская сельская община (село Конятин),
  - Селятинская сельская община (село Селятин),
  - Усть-Путильская сельская община (село Усть-Путила).